# Rumours
Rumours é o décimo primeiro álbum de estúdio da banda de rock anglo-americana Fleetwood Mac, lançado em 4 de fevereiro de 1977 através da Warner Bros. Records. Gravado principalmente na Califórnia em 1976, foi produzido pela banda junto com Ken Caillat e Richard Dashut. As sessões de gravação ocorreram enquanto os membros da banda lidavam com términos de relacionamento e lutavam contra o uso excessivo de drogas, fatores que moldaram a direção e as letras do álbum.
Gravado com o intuito de fazer um "álbum pop" que expandiria o sucesso comercial de Fleetwood Mac (1975), Rumours contém uma mistura de instrumentação elétrica e acústica, ritmos acentuados, guitarras e teclados. Suas letras falam sobre relacionamentos pessoais e muitas vezes problemáticos. Seu lançamento foi adiado por atrasos no processo de mixagem. A banda promoveu o álbum com uma turnê mundial.
Rumours foi o primeiro álbum da banda a conquistar o topo da UK Albums Chart, também alcançando a primeira posição da Billboard 200. Recebeu certificados de multi-platina na Austrália, Canadá, Dinamarca, Nova Zelândia, Reino Unido e Estados Unidos. Em fevereiro de 2023, Rumours já havia vendido mais de 40 milhões de cópias mundialmente, configurando-se como um dos álbuns mais vendidos de todos os tempos. Todos os seus quatro singles—"Go Your Own Way", "Dreams", "Don't Stop" e "You Make Loving Fun"—entraram no top dez da Billboard Hot 100, com "Dreams" liderando o tabela. Em 2004, Rumours foi remasterizado e relançado, com a adição da faixa "Silver Springs" e descartes das sessões de gravação.
O álbum recebeu grande aclamação da crítica, que elogiou a qualidade da produção e as harmonias vocais dos três cantores da banda, e venceu o prêmio de Álbum do Ano no Grammy Awards de 1978. Muitas vezes considerado a obra-prima de Fleetwood Mac e um dos melhores álbuns de todos os tempos, Rumours foi introduzido no Grammy Hall of Fame em 2003. Em 2017, o álbum foi selecionado para preservação no Registro Nacional de Gravações pela Biblioteca do Congresso, que o considerou "culturalmente, historicamente ou esteticamente significativo". Em 2020, Rumours foi classificado na sétima posição da lista dos 500 Melhores Álbuns de Todos os Tempos da revista Rolling Stone.

## Origens
Em julho de 1975, o 10º álbum do Fleetwood Mac — o homônimo Fleetwood Mac — foi lançado e conquistou grande sucesso comercial, vendendo 4 milhões de cópias e alcançando o primeiro lugar das paradas em 1976. O single "Rhiannon", deste álbum, deu à banda uma grande exposição nas rádios americanas. Nesta época, os integrantes do Mac, que já tinha uma década de existência, eram o vocalista e guitarrista Lindsey Buckingham, a vocalista Stevie Nicks, o baterista Mick Fleetwood e o baixista John McVie — ambos membros originais da banda criada na Grã-Bretanha nos anos 60 — além da tecladista e vocalista Christine McVie, casada com John McVie. Os dois primeiros norte-americanos e os três últimos ingleses. O casal Nicks e Buckingham havia se juntado aos outros três no fim de 1974 e aquele foi o primeiro disco com essa formação.
Depois de seis meses de excursão para divulgar o disco, os McVie se divorciaram, terminando um casamento de quase oito anos de duração. O casal parou de se falar socialmente e trocavam palavras apenas sobre assuntos musicais da banda. O outro casal também passava por um período de idas e vindas em seu relacionamento, com constantes brigas entre os dois. As discussões só paravam quando trabalhavam juntos em alguma música. No meio dos quatro, Mick Fleetwood, casado com Jenny Boyd, irmã mais nova de Pattie Boyd — a ex-mulher do beatle George Harrison e então vivendo com Eric Clapton — descobria que sua mulher e mãe de seus dois filhos estava tendo um caso com seu melhor amigo.
Todo o período imediatamente anterior e durante a gravação de Rumours foi extremamente conturbado e de relações interpessoais doloridas para os membros da banda. As investidas da imprensa de fofocas na vida pessoal de seus integrantes, levaram a uma série de informações falsas. Notícias tomavam as páginas de jornais e revistas afirmando que Christine McVie havia sido internada num hospital com uma séria doença, enquanto Stevie Nicks e Lindsey Buckingham eram dados como verdadeiros pais da filha de Fleetwood, Lucy, apenas por terem sido fotografados com a menina. A imprensa também noticiava constantes rumores da volta dos outros membros fundadores do Mac, os britânicos Peter Green, Danny Kirwan e Jeremy Spencer, no lugar de Nicks e Buckingham, para uma turnê em comemoração aos dez anos de existência da banda.
Apesar de todas as notícias infundadas que criavam tensão entre os integrantes da banda, o Mac manteve seus integrantes, mesmo com seus membros não conseguindo resolver nem lidar com a questão das separações mútuas antes que a gravação começasse. Mick Fleetwood declarou mais tarde, que o simples fato de ter que ir ao estúdio trabalhar provocou "enormes esforços emocionais" em todos os cinco. E foi neste ambiente, retratado em várias das letras de Rumours, que o Fleetwood Mac veio a gravar sua chamada obra-prima.

## Gravações
Em fevereiro de 1976, o Fleetwood Mac reuniu-se no Record Plant Studios, em Sausalito, na Califórnia, junto com os engenheiros de som contratados, Ken Caillat e Richard Dashut. As tarefas da produção foram divididas entre estas três partes, com o trabalho mais técnico de engenharia entregue a Caillat. A locação em Sausalito incluía um grande número de pequenas salas de gravação, dentro de uma larga construção de madeira quase sem janelas. Vários membros da banda reclamaram das condições do estúdio e preferiram gravar em suas próprias casas, mas Fleetwood não permitiu nenhuma dispersão do grupo. As mulheres da banda, Christine McVie e Stevie Nicks, decidiram viver em duas casas de condomínio nas proximidades do porto enquanto os homens se instalaram em chalés do estúdio nas colinas adjacentes.

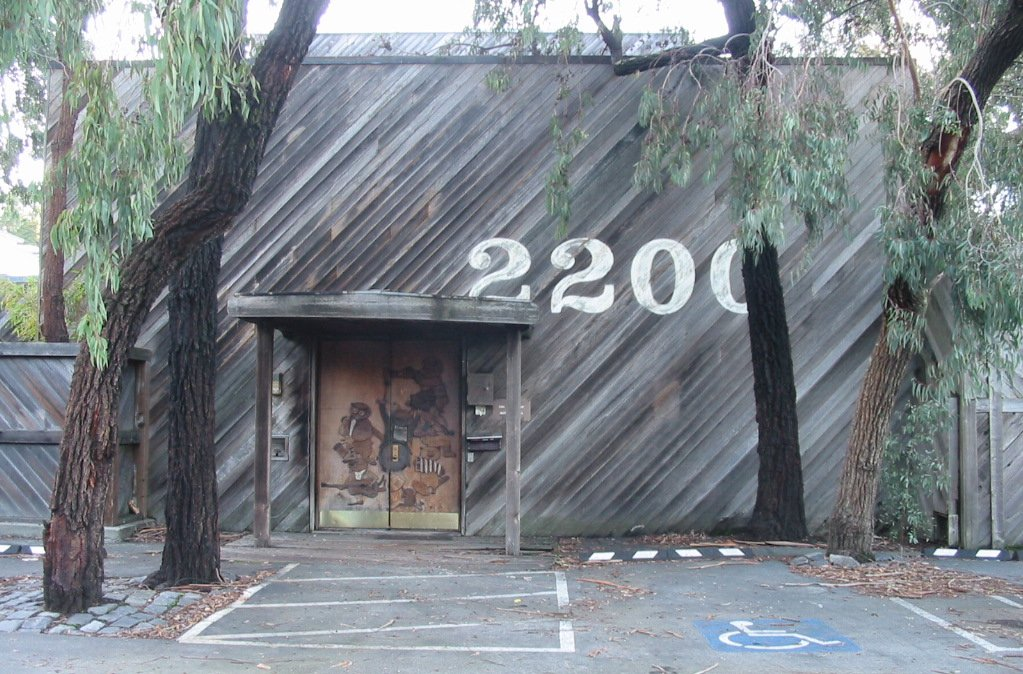
A maior parte de Rumours foi gravado no Record Plant, um grande estúdio feito de madeira e quase sem janelas localizado em 2200 Bridgeway, Sausalito, Califórnia.

As gravações aconteceram numa sala de nove por seis metros que incluía uma mesa de gravação 3M de 24 canais, uma gama de microfones de alta qualidade e uma mesa de som e mixagem com equalizadores 550A. Estes últimos eram usados para controlar as diferenças de frequência ou os timbres das faixas. Apesar de Caillat estar satisfeito com as condições de trabalho, ele sentia que a sala carecia de ambientação apropriada por causa dos "alto-falantes muito mortos" e da falta de isolamento acústico do local.
O título temporário do disco que começaram a criar era Yesterday's Gone. Buckingham tomou a frente dos trabalhos nas sessões de gravação de maneira a fazer um "álbum pop". De acordo com Dashut, enquanto Mick Fleetwood e os McVie vinham de uma base improvisada de blues-rock, "o guitarrista entendia do ofício de realizar a gravação de um disco". Durante os primeiros estágios de composição das canções, Buckingham e Christine McVie tocavam guitarra e piano juntos para criar as estruturas básicas do álbum. McVie era a única integrante da banda com treinamento musical clássico, mas os dois dividiam um mesmo senso de musicalidade. Quando a banda fazia alguma jam session, Fleetwood tocava sua bateria fora da tela divisória do estúdio de gravação, para melhor avaliar as reações de Caillat e Dashut ao groove da música. Abafadores de som eram colocados em volta da bateria e de John McVie, que tocava seu baixo elétrico de frente para Fleetwood. Buckingham tocava a guitarra próximo da seção rítmica e os sintetizadores de Christine eram mantidos longe da bateria. Caillat e Dashut levaram nove dias trabalhando com uma série de microfones e amplificadores para tentar fazer um som mais alto e envolvente até descobrirem que podiam ter o que queriam apenas ajustando o som no console de mixagem API.

"Trauma, Trau-ma. As sessões de gravação eram como um grande coquetel toda noite, pessoas em todos os cantos. Nós terminávamos a noite num destes estranhos quartos de hospital... e claro, eu e John não éramos exatamente os melhores amigos."

—Christine McVie, sobre a tensão emocional entre os membros da banda durante as gravações de Rumours em Sausalito.
À medida que as gravações avançavam, as novas relações íntimas dos integrantes da banda, acontecidas durante as separações entre eles, começaram a criar um efeito negativo sobre o Fleetwood Mac. Os músicos não se encontravam nem socialmente após as gravações do dia. Na época, o movimento hippie ainda afetava a cultural local de Sausalito e drogas estavam disponíveis à vontade. Um orçamento generoso fazia os técnicos e músicos serem auto-indulgentes; noites insones a grande uso de cocaína marcaram muito da produção do álbum. Chris Stone, um dos donos do estúdio, declarou vinte anos depois que o Mac "trouxe o excesso em sua forma mais excessiva", ocupando o estúdio com sessões extremamente longas e caras: "a banda chegava por volta de sete horas da noite, faziam uma grande festa particular com convidados até uma ou duas da manhã e então, quando eles já estavam exauridos e doidões, começavam a gravar".

"Essas coisas não acontecem em uma relação normal. Nós trabalhávamos juntos 15 horas por dia, depois íamos para casa, descansávamos por dez horas, e voltávamos para o mesmo lugar no dia seguinte. Havia cocaína, outras drogas. Muita grana e muita angústia. Mas estávamos fazendo nossa melhor música".

—Stevie Nicks, sobre o processo emocionalmente angustiante de criação.
Steve Nicks opinou anos depois que o Mac teria criado sua melhor obra quando seus membros estavam em seu pior estado, enquanto Buckingham declarou que a tensão entre eles deu o rumo ao processo de gravação e o resultado foi "um total maior que a soma de todas as partes". O trabalho do casal tornou-se "agridoce" após o último rompimento, apesar de Buckingham manter a habilidade de pegar as faixas de Nicks e "torná-las bonitas". A harmonia vocal entre os dois e Christine funcionou bem e foi gravada usando os melhores microfones disponíveis. O foco de Nicks nas letras permitiu que nas canções que escreveu os instrumentos fluíssem mais soltos e com um som mais abstrato. De acordo com Dashut, "todas as faixas capturaram emoção e sentimentos sem intermediários... ou têmpera". Em alguns momentos John McVie e Lindsey Buckingham entravam em rota de colisão sobre como gravar algumas canções, mas os dois admitem terem chegado sempre a um bom resultado. A canção "Songbird", de Christine McVie, que Caillat achava que necessitava de uma ambientação de sala de concertos, foi gravada numa seção que durou toda noite no Zellerbach Hall, na Universidade da Califórnia em Berkeley.
Após dois meses de gravações em Sausalito, o Fleetwood Mac fez uma interrupção nos trabalhos e realizou uma rápida turnê de dez dias para dar uma pausa e refazer o contato com os fãs. Após os shows as gravações foram retomadas em diferentes locais de Los Angeles, incluindo o Wally Heider Studios. Christine McVie e Stevie Nicks não compareceram à maioria das sessões, usando o tempo vago para fazer outras coisas, aparecendo no estúdio apenas quando algum vocal remanescente era necessário. Os homens e os dois engenheiros de som permaneceram juntos lutando para finalizar o overdub e a mixagem de Rumours depois que a fitas de Sausalito foram danificadas pela constante repetição durante as gravações; o som do bumbo e da caixa da bateria tinham ficando "sem vida". Uma turnê norte-americana programada para o outono e com os ingressos totalmente vendidos foi cancelada para permitir a finalização do disco, que teve adiada a data de lançamento marcada para setembro de 1976. Um especialista foi contratado para retificar as fitas com um oscilador. Usando um par de fones de ouvido que tocavam as fitas danificadas no seu ouvido esquerdo e a fita master geral sem danos na direita, ele convergia as respectivas velocidades auxiliado por timers e pelas fitas de áudio. O Mac e seus produtores queriam um produto final que não se completasse em si mesmo, mas um disco em que cada canção pudesse ser um single em potencial. Após a masterização final e depois de ouvir todas as faixas do começo ao fim, os membros da banda sentiram que tinha feito algo "poderoso".

## Composição

### Letras
Os principais letristas do Fleetwood Mac - Buckingham, Nicks e Christine McVie - trabalharam individualmente em canções específicas, mas às vezes compartilhavam letras uns com os outros. The Chain é a única faixa em que todos os integrantes, incluindo Mick Fleetwood e John McVie, colaboraram. Todas as canções de Rumours tratam de relações pessoais, muitas vezes conturbadas. De acordo com Christine McVie, o fato de que os letristas estavam focando largamente nos vários rompimentos se tornava evidente para a banda. You Make Loving Fun era sobre seu então namorado, o diretor de iluminação dos shows do Mac, após a separação de John. Dreams, de Stevie Nicks, fala sobre uma separação e tem uma mensagem esperançosa. Já a de tema similar Go Your Own Way, de Buckingham, é mais pessimista. Após um breve relacionamento com uma mulher da Nova Inglaterra, ele teve a inspiração para escrever Never Going Back Again, uma canção sobre a ilusão de pensar que a tristeza nunca mais vai ocorrer uma vez que você se sinta contente com a vida. A linha "Been down one time / Been down two times" ("Estive pra baixo uma vez / Estive pra baixo duas vezes") são uma referência às tentativas do guitarrista de persuadir a mulher a lhe dar outra chance.
Don't Stop, escrita por Christine McVie, é otimista; ela declarou que Buckingham a ajudou a fazer os versos porque suas sensibilidades pessoais estavam sobrepostas ali. Songbird traz uma letra mais introspectiva sobre "ninguém e todos" na forma de "uma pequena oração", enquanto Oh Daddy é sobre Fleetwood, considerado por todos como "O Grande Papai", com uma letra algo sarcástica sobre o rumo que ele dava à banda, que sempre acabava sendo o certo. Nicks entrava com as linhas finais "And I can't walk away from you, baby/If I tried" ("E eu não poderia me separar de você, baby/ Se eu tentasse"). Sua própria canção Gold Dust Woman é sobre a cidade de Los Angeles e as dificuldades encontradas para se viver em tal metrópole. Depois de enfrentar dificuldades com o estilo de vida do rock & roll, Nicks viciou-se em cocaína e a letra fala em sua crença em "continuar indo em frente". Durante a gravação final da música, realizada às 4 horas da manhã, ela envolveu toda a cabeça com um lenço preto, deixando de fora apenas a boca, velando seus sentidos, tocando em memórias e emoções genuínas.

### Música
Rumours foi construído em torno de uma mistura de instrumentação acústica e elétrica. O trabalho da guitarra de Buckingham e o uso por Christine McVie do piano Rhodes Fender e do órgão Hammond B-3 é constante em todas as faixas. A gravação frequentemente inclui sons acentuados da bateria e uma percussão com congas e maracas.
O disco abre com Second Hand News, originalmente um demo acústico chamado Strummer. Após ouvir a canção Jive Talkin' dos Bee Gees, Buckingham e o co-produtor Dashut construíram a canção com quatro faixas de áudio e o uso de percussão que evoca o rock celta. Dreams inclui "espaços etéreos" e um padrão recorrente de duas notas do baixo elétrico. Nicks escreveu esta canção numa tarde e assumiu o vocal principal, com a banda tocando ao redor dela. A terceira faixa, Never Going Back Again, também foi criada a partir de um demo acústico chamado Brushes. Don't Stop inclui tanto piano convencional quanto distorcido, com um som metálico. Go Your Own Way é mais centrada na guitarra e tem uma batida dance four-on-the-floor, influenciada por Street Fighting Man dos Rolling Stones. O ritmo do álbum torna-se mais lento com Songbird, de Christine McVie, criada e cantada por ela, que toca na canção um piano Steinway de nove pés.
O lado B do disco começa com The Chain, um das composições mais complicadas da obra. Uma demo de Christine McVie, Keep Me There, e uma canção de Nicks foram recortadas em estúdio e editadas para formar partes da faixa. O conjunto da banda trabalhou no resto para criar uma abordagem musical semelhante à uma trilha sonora de filme; John McVie criou um solo proeminente de baixo elétrico que marcava uma aceleração no tempo da música e o começo do terço final da canção. Inspirada no rhythm and blues, You Make Loving Fun tem uma composição simples e usa um clavinete, enquanto a secção rítmica toca notas e batidas interligadas. A nona faixa de Rumours, I Don't Want to Know traz o uso de um violão de doze cordas e vocais harmônicos. Influenciados pela música de Buddy Holly, Nicks e Buckingham a criaram em 1974, antes de se juntarem ao Mac. Oh Daddy foi criada espontaneamente e tem linhas improvisadas de baixo criadas por John McVie e pequenos toques do teclado de Christine McVie. O álbum termina com Gold Dust Woman, inspirada no free jazz, que usa um cravo, uma guitarra Fender Stratocaster e um dobro.

## Promoção e lançamento

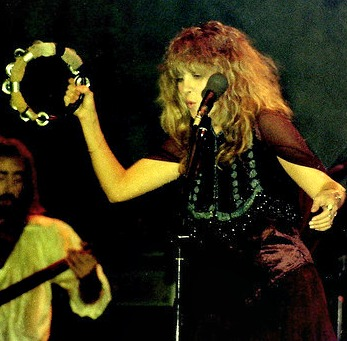
O Fleetwood Mac em Frankfurt, Alemanha, durante a turnê promocional européia de Rumours, 1977.

No outono de 1976, ainda durante as gravações, o Fleetwood Mac apresentou algumas faixas de Rumours durante um show no Anfiteatro Gibson, então Universal Amphitheatre, em Los Angeles. John McVie sugeriu o título do disco aos demais integrantes porque ele estava sentindo que os letristas estavam escrevendo "jornais e diários" de uns para os outros em forma de música. A Warner Bros. confirmou os detalhes do lançamento à imprensa em dezembro de 1976 e escolheu Go Your Own Way como primeiro single do disco, a ser lançado em janeiro de 1977. O agressivo trabalho de marketing da gravadora com o álbum anterior, Fleetwood Mac, criando uma ligação em cadeia com dúzias de rádios AM e FM através dos EUA, ajudou Rumours. Na época, as encomendas antecipadas do disco - 800 mil cópias - eram a maior da história da Warner até então.:125
A capa mostra uma fotografia estilizada de Fleetwood e de Nicks vestida com sua roupa de palco na persona de "Rhiannon", enquanto a contracapa tem uma montagem de fotos dos integrantes da banda; todas as fotografias foram feitas por Herbert Worthington. Em 28 de fevereiro de 1977, após ensaios realizados no SIR Studios de Los Angeles, o Mac começou uma turnê promocional de sete meses pelos Estados Unidos. Nicks assinalou que após tocar a maioria das canções de Rumours durante os primeiros shows, a banda encontrou um reação fria dos fãs não acostumados ainda ao novo material. À uma apresentação beneficente em março para o senador norte-americano Birch Bayh, em Indiana, seguiu-se uma turnê européia pelo Reino Unido, Alemanha, Holanda e França em abril. Nigel Woods, da revista Uncut, chamou as apresentações do Mac de "a mais grandiosa soap opera do rock'.:123 O single Dreams, lançado em junho de 1977, alcançou o nº1 da Billboard Hot 100, o único dos quatro do disco a chegar a essa posição.

## Recepção

### Comercial
Rumours foi um grande sucesso comercial e tornou-se  o segundo disco do Fleetwood Mac a alcançar o nº1 das paradas americanas, após seu homônimo de 1975. Ele permaneceu no topo da Billboard 200 por 31 semanas não-consecutivas,:60 além de liderar as vendas também no Canadá, na Austrália e na Nova Zelândia. O álbum recebeu o certificado de platina nos EUA e no Reino Unido alguns meses depois de lançado, com vendas de 1 milhão e de 300.000 cópias respectivamente. As três grandes publicações norte-americanas especializadas Billboard, Cashbox e Record World o nomearam como Álbum do Ano de 1977. Após estrear em 1977 na terceira posição da UK Albums Chart no Reino Unido, em janeiro de 1978 Rumours chegou ao nº1 também entre os britânicos, tornando-se o primeiro álbum da banda a alcançar esta posição no país. Em fevereiro, ele  ganhou o Prêmio Grammy de Álbum do Ano. Em março de 1978, o álbum havia vendido dez milhões de cópias mundialmente, oito milhões delas apenas nos Estados Unidos.
Em 1980, Rumours contava com 13 milhões de cópias vendidas, o que aumentou para 20 milhões sete anos depois, em 1987. Dez anos após seu lançamento, ele ainda vendia cerca de um milhão de cópias por ano. Quando, após uma longa interrupção, a banda voltou a se reunir em 1997 para uma turnê mundial, Rumours já alcançava a marca de 25 milhões de cópias vendidas mundialmente. Este total aumentou para 30 milhões em 2004 e para 40 milhões em 2009. Até 2012, ele havia passado 488 semanas na lista do UK Top 100 e é hoje o 14º álbum mais vendido na história do Reino Unido, tendo o certificado de 11 x platina da British Phonographic Industry, o equivalente a três milhões de unidades vendidas. Nos Estados Unidos, ele recebeu o Diamond Award da Recording Industry Association of America (RIAA) pelo certificado de 19 x platina, o equivalente a 19 milhões de unidades vendidas, fazendo dele, em 2012, o sexto disco mais vendido da história no país.  Em outros países como o Canadá, Austrália e Alemanha, Rumours também conquistou múltiplos certificados de discos de ouro e de platina.

### Crítica
Rumours foi aclamado pela crítica desde seu lançamento. Robert Christgau, escrevendo para o Village Voice, o descreveu como "mais consistente e mais excêntrico" que seu predecessor e afirmava que "ele salta direto dos alto-falantes para dentro de você". John Swenson, da Rolling Stone, explicava que a interação entre os três vocalistas era um dos elementos mais agradáveis do álbum, e comentava: "Apesar da interminável demora em terminar o álbum, Rumours prova que o sucesso anterior do Fleetwood Mac não foi por acaso."  John Rockwell, do New York Times escreveu que ele era "um disco delicioso e espero que o público também o ache assim".  Robert Hilburn, do Los Angeles Times, entretanto, considerou o disco "frustrantemente desigual". O álbum foi classificado em 4º lugar na pesquisa entre críticos da Pazz & Jop 1977 do Village Voice, que agregava os votos de centenas de leitores.

"As músicas de Rumours tem um brilho e uma grandeza maior que qualquer coisa que exista no momento."

—Dave Marsh, St. Petersburg Times, 16 de março de 1977.
Décadas depois, fazendo uma retrospectiva do álbum, Stephen Thomas Erlewine, o editor do site especializado Allmusic, escreveu que, independentemente do elemento voyeurista, Rumours foi "um blockbuster sem paralelo", por causa de qualidade musical, concluindo: "cada música, cada frase, mantém sua crueza e seu poder emocional imediato, razão pela qual Rumours tocou num nervo exposto quando de seu lançamento em 1977 e tem, desde então, transcendido sua Era para tornar-se um dos maiores e mais atraentes álbuns de música pop de todos os tempos." Em 2004, a revista especializada on line Slant Magazine elogiou o Mac por transformar frustrações românticas e turbulências pessoais em "um clássico eterno". Em 2007, a crítica Daryl Easlea, da BBC, considerou o resultado sonoro do disco como "quase perfeito", "como um milhar de anjos beijando você suavemente na testa".
Em 2004, a revista norte-americana Rolling Stone colocou Rumours no 26º lugar em sua lista dos 500 Melhores Álbuns de Todos os Tempos e, na sua avaliação do disco, diz que o Fleetwood Mac "transformou um tumulto privado numa brilhante e melódica arte pública".

## Legado
Mick Fleetwood considera Rumours "o mais importante álbum que nós já fizemos", porque seu sucesso permitiu ao grupo continuar gravando pelos anos seguintes. O jornalista de cultura popular Chuck Klosterman liga o grande sucesso de vendagem do álbum às "suas canções realmente agradáveis" mas observa que "nenhuma justificativa para a grandeza" é intrinsecamente fornecida por elas. Em 1997, o jornal britânico The Guardian coletou opiniões de críticos, artistas e DJs de rádios de todo mundo, que classificaram o álbum como o 78º em sua lista de melhores de todos os tempos.

Legacy: o tributo a Rumours gravado por vários artistas 21 anos após seu lançamento original

Em 1998, Legacy: A Tribute to Fleetwood Mac's Rumours foi produzido e lançado pela banda. A obra continha cada canção de Rumours gravada por artistas diversos que foram influenciados por ele. Entre estes, estão bandas de rock alternativo como Matchbox 20 e Goo Goo Dolls, grupos de rock celta como The Corrs e The Cranberries e cantores-compositores como Elton John, Duncan Sheik e Jewel.  A versão dos Corrs para Dreams, lançada em single, tornou-se a mais popular do álbum e o primeiro grande sucesso internacional da banda irlandesa; o vídeo da canção conquistou o prêmio "Best Adult Contemporary Video" da revista Billboard naquele ano.
Outros artistas influenciados por Rumours foram o pop barroco de Tori Amos, o grupo de hard rock Saliva e a banda de indie rock Death Cab for Cutie. No mesmo ano de 1998, a revista especializada Q colocou Rumours em 3º lugar entre os melhores álbuns da década de 70, atrás apenas de London Calling do Clash e de The Dark Side of the Moon, do Pink Floyd, em sua lista dos 50 Melhores Álbuns dos Anos 70.
Em 2003, o jornal USA Today colocou o álbum no nº 23 na sua lista de Top 40 e o VH1 no nº 16 da sua contagem regressiva dos 100 Maiores Álbuns de todos os Tempos. Em 2006, a revista TIME o colocou na sua lista dos 100 Melhores Álbuns. O disco está incluído tanto na lista dos "Mil Álbuns Que Você Deve Ouvir Antes de Morrer" do jornal The Guardian quanto no livro 1001 Albums You Must Hear Before You Die. Em 2013, depois do relançamento do álbum, a crítica Jessica Hoper, do polêmico, influente e popular site Pitchfork Media, conhecido por prestigiar bandas independentes e alternativas, especialmente indie rock e ska, e por sua classificação de notas de 0.0 a 10, deu a Rumours um raro 10.
Em maio de 2011, durante a segunda temporada do seriado musical de televisão Glee, um episódio, chamado Rumours, foi dedicado às músicas do álbum. Os atores e bailarinos da série interpretaram músicas como Don't Stop, Going Your Own Way e Dreams, o que provocou um interesse das novas gerações pelo álbum clássico do Mac lançado mais de 30 anos antes. Com isso, ele voltou à lista da Billboard, entrando direto na 12ª posição da Billboard 200, na mesma semana em que o disco solo In Your Dreams da cantora do grupo, Stevie Nicks, estreava na mesma lista em 6º lugar. Nicks chamou seu disco de "meu pequeno Rumours".  Os dois discos venderam 30 000 e 52 000 cópias naquela semana, respectivamente. Downloads na Internet representaram 91% das vendas de Rumours em seu relançamento. O crescimento das vendas do disco, na casa de 1.951%, só teve paralelo com o relançamento de Exile on Main St. dos Rolling Stones, um ano antes.

## Lista de faixas
| Lado 1 |                          |                    |                         |         |  |
| N.º    | Título                   | Compositor(es)     | Vocais principais       | Duração |  |
| 1.     | "Second Hand News"       | Lindsey Buckingham | Buckingham              | 2:53    |  |
| 2.     | "Dreams"                 | Stevie Nicks       | Nicks                   | 4:14    |  |
| 3.     | "Never Going Back Again" | Buckingham         | Buckingham              | 2:15    |  |
| 4.     | "Don't Stop"             | Christine McVie    | C. McVie com Buckingham | 3:12    |  |
| 5.     | "Go Your Own Way"        | Buckingham         | Buckingham              | 3:38    |  |
| 6.     | "Songbird"               | C. McVie           | C. McVie                | 3:21    |  |

| Lado 2         |                        |                                                     |                                 |         |  |
| N.º            | Título                 | Compositor(es)                                      | Vocais principais               | Duração |  |
| 7.             | "The Chain"            | Buckingham Mick Fleetwood C. McVie John McVie Nicks | Buckingham com Nicks e C. McVie | 4:31    |  |
| 8.             | "You Make Loving Fun"  | C. McVie                                            | C. McVie                        | 3:31    |  |
| 9.             | "I Don't Want to Know" | Nicks                                               | Nicks com Buckingham            | 3:15    |  |
| 10.            | "Oh Daddy"             | C. McVie                                            | C. McVie                        | 3:58    |  |
| 11.            | "Gold Dust Woman"      | Nicks                                               | Nicks                           | 5:02    |  |
| Duração total: | Duração total:         | Duração total:                                      | Duração total:                  | 39:03   |  |

## Equipe técnica
A seguir estão listados os músicos e técnicos envolvidos na gravação e produção de Rumours.
| Fleetwood Mac - Lindsey Buckingham – vocais, guitarra, banjo, dobro - Stevie Nicks – vocais - Christine McVie – vocais, sintetizador, piano, órgão hammond, clavinete - John McVie – baixo elétrico - Mick Fleetwood – bateria, percussão, cravo | Produção - Ken Caillat – produtor, engenheiro de som, master tape - Richard Dashut – produtor, engenheiro de som - Fleetwood Mac – produtores - Cris Morris – assistente de engenharia - Ken Perry – master tape - Charlie Watts – master tape Capa - Desmond Strobel – direção de arte - Larry Vigon – calígrafo - Herbert Worthington – fotografia |